# Janet Morgan
Janet Rachael Margaret Morgan (plus tard connue sous son nom d'épouse, Janet Shardlow) née en 1921 à Wandsworth et morte en 1990, est une joueuse anglaise de squash qui a dominé le jeu dans les années 1950. Elle a remporté le British Open à dix reprises consécutives et a été la joueuse la plus célèbre de ce sport jusqu'à l'avènement de Heather McKay.

## Biographie
Née à Wandsworth, Morgan était à l'origine une joueuse de tennis qui a joué pour l'Angleterre dans la Wightman Cup en 1946. Elle s'est rapidement tournée vers le squash et en 1948 et 1949, elle est finaliste du British Open, l'officieux championnat du monde de squash, contre Joan Curry. En 1950, elle  remporte son premier titre British Open, en battant Joan Curry en finale. Elle a remporté le trophée pendant dix années successives jusqu'en 1959. Peu avant l'édition 1959 du British Open Morgan a annoncé qu'elle prendrait sa retraite après la compétition pour raisons médicales, souffrant de blessures au dos persistantes.
Après la dixième victoire et la retraite sportive, elle épouse Roland Horcae "Joe" Bisley en 1959 à Londres. Elle devient la première présidente de l'Association internationale des joueuses de squash peu après et a reçu un MBE en 1961. Après la mort de son mari Joe, elle se marie une seconde fois en 1965 avec Ambrose Shardlow.
En 1962, une jeune Australienne appelée Heather Blundell arrive en Angleterre pour la première fois, reste avec Janet et son mari Joe et devient une amie très proche. Son amitié avec Janet Morgan l'aide à devenir une légende du squash. Morgan a écrit un livre en 1953 Squash rackets for women et a été intronisée dans le Temple de la renommée du squash en 1993.

## Distinctions
- MBE en 1961
- Squash Hall of Fame

## Palmarès

### Titres
- British Open: 10 titres (1950-1959)
- Championnats d'Australie: 1954[3]
- Championnats des États-Unis: 2 titres (1949[4], 1955)

### Finales
- British Open: 1948, 1949